# Rhetorik (Aristoteles)
Die Rhetorik (griechisch τέχνη ῥητορική téchnē rhētorikḗ) ist eines der Hauptwerke des Philosophen Aristoteles (384–322 v. Chr.). Sie enthält eine systematische Darstellung der Rhetorik, der Kunst, durch Rede zu überzeugen.

## Inhalt

### Funktion der Rhetorik
Die Rhetorik ist wie die Dialektik ein fachübergreifendes Grundwissen, denn sie beschäftigt sich mit „Themen, deren Erkenntnis gewissermaßen allen Wissenschaftsgebieten zuzuordnen ist“. Sie wird verstanden als eine argumentative Technik (oder Kunstfertigkeit; griech. τέχνη téchnē), die von allen Menschen – intuitiv oder professionell – gebraucht wird. Die Rhetorik wird definiert als die Fähigkeit, „das Überzeugende, das jeder Sache innewohnt, zu erkennen“, „Überzeugendes und scheinbar Überzeugendes“, „Wahrheit und der Wahrheit Nahekommendes“ zu jedem beliebigen Gegenstand aufzufinden (εὕρεσις héuresis), zu ordnen und sprachlich geschickt zu gestalten.
Rhetorik ist eine Kunst der Überzeugung und nicht der Überredung. Die sophistische Überredung, so Aristoteles, ist intentional und ethisch inkorrekt und hat nichts mit der Fähigkeit zu tun, mittels seines Könnens und Wissens Überzeugung hervorzubringen.
Der zentrale Begriff ist daher das Wahrscheinliche (εικός eikós) oder Glaubwürdige (πιθανόν pithanón). „Das Wahrscheinliche zu treffen heißt in der Mehrzahl der Fälle gleichviel wie die Wahrheit zu treffen“, das heißt, etwas, was wohl in den meisten Fällen zutrifft. Der Rhetoriker muss sich nicht um die „Wahrheit der Dinge“ kümmern, sondern bedient sich allgemein verbreiteter Meinungen (δόξα dóxa), nächster Verlässlichkeiten und wahrscheinlicher Sätze.
Es handelt sich also nicht um eine philosophische Methode, sondern eine systematische Lehre einer gesellschaftlichen Praxis.

### Die drei Redegattungen
(1. Buch, 3. Kapitel)
| Redegattung                                                      | Aufgabe              | Zweck                 | Publikum                                                      | bezieht sich auf:         |
| ---------------------------------------------------------------- | -------------------- | --------------------- | ------------------------------------------------------------- | ------------------------- |
| génos dikanikón/genus iudiciale (z. B. Gerichtsrede)             | Anklage/Verteidigung | Gerecht/Ungerecht     | Richter/Geschworene                                           | Vergangenheit             |
| génos symbouleutikón/genus deliberativum (z. B. Parlamentsrede): | Zu-/Abraten          | Nutzen/Schaden        | Volksversammlung (jeweiliger politischer Entscheidungsträger) | Zukunft                   |
| génos epideiktikón/genus demonstrativum (z. B. Festtagsrede)     | Lob/Tadel            | ehrenhaft/unehrenhaft | jemand, der „genießt“ (alle Menschen)                         | Gegenwart (Vergangenheit) |

Von kaum zu überschätzender Wirkung war die Einteilung der Redegattungen bei Aristoteles.
Die Redegattung γένος δικανικόν génos dikanikón (lateinisch genus iudiciale), auf Deutsch oft verkürzt „Gerichtsrede“, bezieht sich auf Handlungen der Vergangenheit, die nach ihrer Rechtmäßigkeit beurteilt werden müssen. Der Redner ist dabei entweder Ankläger oder Verteidiger.
Bei der γένος συμβουλευτικόν génos symbouleutikón (lateinisch genus deliberativum), die modern „Parlamentsrede“ genannt werden kann, ist das Publikum, auf das eingewirkt werden soll, eine Gruppe oder ein einzelner Entscheidungsträger. Der Redner rät zu bestimmten Handlungen, die in der Regel in der Zukunft liegen.
Die Redegattung γένος ἐπιδεικτικόν génos epideiktikón (lateinisch genus demonstrativum), oft auch „Lobrede“ oder „Festtagsrede“ genannt, bezieht sich hingegen grundlegend auf die Gegenwart, wobei auch Handlungen aus der Vergangenheit erwähnt werden. Diese „feierliche Rede“, die auch eine Trauerrede sein kann, richtet sich an alle Menschen, mithin ist in diesem Fall das Publikum sehr unbestimmt.
Diese von Aristoteles aufgestellte Einteilung der Redegattungen bestimmt die Rhetorik bis heute und ist somit als einer der wirkungsmächtigsten Teile der aristotelischen Rhetorik anzusehen.

### Überzeugungsmittel
Aristoteles unterscheidet drei Überzeugungsmittel, d. h. drei Arten, wie eine Überzeugung zustande kommen kann:
1. Der Charakter des Redners (ἦθος ē̂thos)
2. Die Emotionen des Publikums (πάθος páthos)
3. Das Argument (λόγος lógos)

Das Argument hält er für das wichtigste Überzeugungsmittel. Diese drei Arten sind kunstgemäße Überzeugungsmittel (πίστεις ἔντεχνοι písteis éntechnoi), d. h. solche, die zur Rede selbst gehören. Nach Aristoteles kann es neben diesen dreien keine weiteren kunstgemäßen Überzeugungsmittel geben. Es gibt aber kunstfremde Überzeugungsmittel (πίστεις ἄτεχνοι písteis átechnoi), d. h. Überzeugungsmittel, die nicht zur Rede selbst gehören. Hierunter fallen etwa Zeugenaussagen, Präzedenzfälle, schriftliche Zeugnisse, Zitate, Eide und Folter.
Zum Überzeugungsmittel des Charakters schreibt Aristoteles wenig. Der Redner überzeugt durch seinen Charakter, indem er aufgrund seiner Rede für die Zuhörer glaubwürdig erscheint. Glaubwürdig erscheint der Redner, wenn er den Zuschauern tugendhaft, klug und wohlwollend erscheint.

#### Argumente: Enthymem und Beispiel
Aristoteles unterscheidet zwei Arten von Argumenten: das Beispiel – eine Form der Induktion – und das Enthymem, welches er ausführlicher behandelt und für das wichtigere hält. Das Enthymem definiert er als einen Beweis (ἀπόδειξις apódeixis) in der Rhetorik. Somit ist das Enthymem eine Deduktion (συλλογισμός syllogismós) oder eine Art der oder so etwas wie eine Deduktion (συλλογισμός τις syllogismós tis). Die Form des Enthymems kann dabei variieren, immer aber ist es eine Behauptung mit einer Begründung. Charakteristisch für das Enthymem ist, dass die Prämissen aus Sätzen bestehen, die allgemein anerkannte Meinungen (ἔνδοξα éndoxa) sind, d. h. solchen, die von allen oder den meisten Menschen für wahr gehalten werden. Nach Aristoteles überzeugt der Redner demnach seine Zuhörer von einer bestimmten Aussage primär, indem er einen Beweis formuliert, in welchem seine begründenden Aussagen von seinen Zuhörern geteilt werden. Die verbreitete, kuriose Ansicht, das Enthymem sei ein Syllogismus, in dem eine der zwei Prämissen fehle, vertritt Aristoteles nicht; sie basiert auf einem schon in der antiken Kommentierung belegten Missverständnis der Aussage, dass der Redner seine Zuhörer nicht überfordern dürfe.

#### Emotionen
Die vielfach allein auf die Emotionen abzielende Rhetorik seiner Zeit kritisiert Aristoteles.

„Nun haben die, die bisher die rhetorischen Lehrbücher verfasst haben, nur einen geringen Teil von ihr zuwege gebracht. Denn nur das Überzeugen ist der Kunst gemäß, das andere sind Zugaben. Über die Enthymeme aber, die den Leib der Überzeugung bilden, haben sie nichts gesagt, sondern größtenteils handeln sie über das außerhalb der Sache Liegende. Beschuldigung nämlich, Mitleid, Zorn und solche Emotionen der Seele gehören nicht zur Sache, sondern zielen auf den Richter.“

Aristoteles kritisiert somit nicht jede Verwendung von Emotion in der Rhetorik. Er kritisiert die alleinige Verwendung von Emotionen ohne argumentative Elemente sowie eine Verwendung der Emotionen, die nicht sachorientiert ist. Seine Emotionstheorie ist daher primär darauf ausgerichtet, dass beim Zuhörer Emotionen hervorgerufen werden, indem sie aus dem verhandelten Sachverhalt selbst herbeigeführt werden. Derartige Emotionserregung unterstütze eine sachorientierte Rhetorik.
Wegen der Bedeutung für die Rhetorik behandelt Aristoteles die Emotionen in Buch II ausführlich, oft ordnet er sie in Paaren an. Die Wiedergabe mit deutschen Begriffen ist häufig schwierig. So wird φιλία philía etwa meist mit Freundschaft wiedergegeben, umfasst aber auch Emotionalität gegenüber Verwandten. Sie wird so auch mit (nicht erotischer) Liebe übersetzt. Des Weiteren behandelt er Hass (μῖσος mîsos), Scham (αἰσχύνη aischýnē), Entrüstung (νέμεσις némesis), Neid (φθόνος phthónos), Zorn (ὀργή orgḗ), Sanftmut (πραότης praótēs), Furcht (φόβος phóbos), Dankbarkeit (χάρις cháris), Mitleid (ἔλεος éleos) und Eifer (ζῆλος zē̂los).
Lebensalter
Aristoteles behandelt im Zusammenhang mit seinen Bemerkungen zu den Emotionen die verschiedenen Lebensalter, da bei älteren und jüngeren Männern die Motivationen des Handelns sehr verschieden sind. Die Älteren handeln eher aus Berechnung und Geldgier, ihre affektiven Impulse sind eher schwach. Unbesonnenheit und Hitzigkeit, so charakterisiert Aristoteles die Jugend. Die Männer auf dem „Höhepunkt ihres Lebens“ haben das rechte Maß. Das rechte Alter liege (körperlich) zwischen 30 und 35 Jahren und die Seele erreiche ihre Blüte um das 49 Jahr.

### Topik (in der Rhetorik)
Die Topik ist einerseits ein selbständiges Werk von Aristoteles, siehe hierzu: Topik. Anderseits wird die Topik auch im Rahmen der Rhetorik behandelt. Es geht hier wie dort um das systematische Auffinden von Argumenten. Da die Topik vor allem im dialektischen Streitgespräch der Akademien Verwendung fand, wird sie im gleichnamigen Werk eher als Werkzeug der Dialektik verstanden. Trotzdem ist sie auch für den Rhetor von großer Bedeutung, weshalb sich auch folgerichtig in der Rhetorik Verweise auf dieses Werk finden.

### Stilfragen
Da es Aristoteles sehr um die Methoden geht, den Glauben der Hörer zu beeinflussen, spielen die Überzeugungsmittel eine zentrale Rolle. Trotzdem sind es nicht die Überzeugungsmittel, die den eigentlichen Bereich der Rhetorik darstellen. Die Geometrie bedarf nicht der Rhetorik, auch die Logik kommt durch ihre Methoden zur Wahrheit. Die Rede aber bedarf der Worte und verlässt damit den Bereich des sicheren Wissens. Aber obgleich es kein abgesichertes Wissen gibt, so ist doch ein Wissen, eine theoretische Reflexion auch über den eigentlichen Bereich der Rhetorik, über die Sprache möglich. Diese Reflexion über die Sprache ist eine Reflexion über den Stil der Sprache in prosaischer (ungebundener) Rede. Dabei sind es zwei Aspekte, die der methodischen Reflexion dienen: die gelungene Wortwahl und die geschickte Anordnung der Worte und Redeteile. Diese zwei Aspekte werden in der späteren Rhetoriktheorie elocutio und dispositio genannt.

#### Wortwahl
Zunächst muss der Ausdruck genügend deutlich, das heißt für die Hörer verständlich, sein. Darüber hinaus ist eine „angemessene“ Wortwahl hinsichtlich der Stilebene der Wörter unerlässlich. In der Regel ist dies die mittlere Stilebene. Die erhabene poetische (gebundene) Sprache soll ebenso vermieden werden wie die vulgäre Sprache. Die Metapher wird von Aristoteles ausdrücklich für angemessen erklärt. Allerdings kann der Redegegenstand, die Redesituation oder auch die Stellung des Redners auch ein Verlassen der mittleren Stilebene notwendig machen. Entscheidend ist, dass die Wortwahl nicht künstlich wirkt, sondern das Redethema glaubwürdig zum Ausdruck bringt. Dabei soll die Rede weder oberflächlich noch unverständlich sein, sie soll dem Hörer etwas „vor Augen führen“ und damit Eindruck erwecken. Die Rede soll durch passende Wortwahl und Metaphern belehren und geistreich sein. Auch auf den Unterschied zwischen einem geschriebenen Text und einer gesprochenen Rede geht Aristoteles ein.

#### Die sprachliche Anordnung
Grundsätzlich gibt es zwei Redeteile: die Darstellung des Sachverhaltes und den Beweis. Aristoteles kritisiert zu genaue Vorschriften, die die Struktur der Rede betreffen (er nennt diese „lächerlich“!). Dann zeigt er Beispiele von Redeteilen, wie sie von Gorgias oder Isokrates verwendet wurden. Zur Verdeutlichung bringt Aristoteles viele Beispiele aus der griechischen Literatur und Mythologie, aber auch Analogien aus der Kunst oder Musik zeigen den kunstvollen Bezug der Reflexion über Sprache.

## Textausgaben, Kommentare und Übersetzungen
- Aristotelis Ars rhetorica. Hrsg. von Adolf Römer, Teubner, Leipzig 1898.
- Aristoteles Rhetorik. Übersetzt und erläutert von Heinrich Knebel, Balz, Stuttgart 1938.
- Aristotelis Ars rhetorica. Hrsg. von William David Ross. (Oxford Classical Texts). Oxford 1959.
- Aristotelis Ars rhetorica. Hrsg. von Rudolf Kassel, De Gruyter, Berlin und New York 1976, ISBN 978-3-11-006680-7. (maßgebliche Edition)
- Aristoteles: Rhetorik. Übersetzt mit einer Bibliographie, Erläuterungen und einem Nachwort von Franz Günter Sieveke, 2., durchgesehene Auflage, Fink, München 1987, ISBN 978-3-7705-0788-7. (= Uni-Taschenbücher. Band 159)
- Aristoteles: Rhetorik. Übersetzt und hrsg. von Gernot Krapinger, Reclam, Stuttgart 1999, ISBN 978-3-15-018006-8.
- Aristoteles: Rhetorik. 2 Halbbände, übersetzt und erläutert von Christof Rapp, Akademie Verlag, Berlin 2002, ISBN 978-3-050037011. (ausführlicher Kommentar)
- Aristoteles: Rhetorik. Griechisch / Deutsch, übersetzt und hrsg. von Gernot Krapinger, Reclam, Stuttgart 2018, ISBN 978-3-15-019397-6.
- Aristotle: Art of Rhetoric. Griechisch / Englisch, übersetzt von J. H. Freese, bearbeitet von Gisela Striker, Loeb Classical Library, Cambridge (MA) und London 2020, ISBN 978-0-674-99732-5.